# Технология изготовления и декорирования древнегреческой керамики
Технология изготовления и декорирования древнегреческой керамики всегда интересовала не только археологов, историков искусства, но и представителей точных наук.
Впервые все этапы изготовления керамики Древней Греции рассмотрела в 1923 году американская исследовательница Жизель Рихтер в работе The craft of Athenian pottery. Следующим важным этапом на пути познания технологии создания древнегреческой керамики стали исследования немецкого археолога Теодора Шумана, который сумел установить состав чёрного лака (см. Чернолаковая керамика). В послевоенное время появился ряд публикаций об отдельных стадиях и приемах производства аттической керамики. Среди них и поныне наибольшую ценность представляют работы британского археолога Джона Дэвидсона Бизли Potters and Painters in Ancient Athens 1944 года, а также Джозефа Ноубла The Techniques of Painted Attic Pottery. Любопытно вот что — на некоторых сосудах есть красные фигуры, черные фигуры, а также белый ангоб и добавленый рисунок поверх чёрной или красной глазури, сделанный кремового цвета глиной. Отчасти в керамике сохранились остатки углерода в виде тонкой темной полосы лежащей непосредственно под глазурью. Из выше сказанного можно сделать вывод о том что все 4 цвета наносились последовательно и до однократного обжига.

## Добыча и подготовка глины

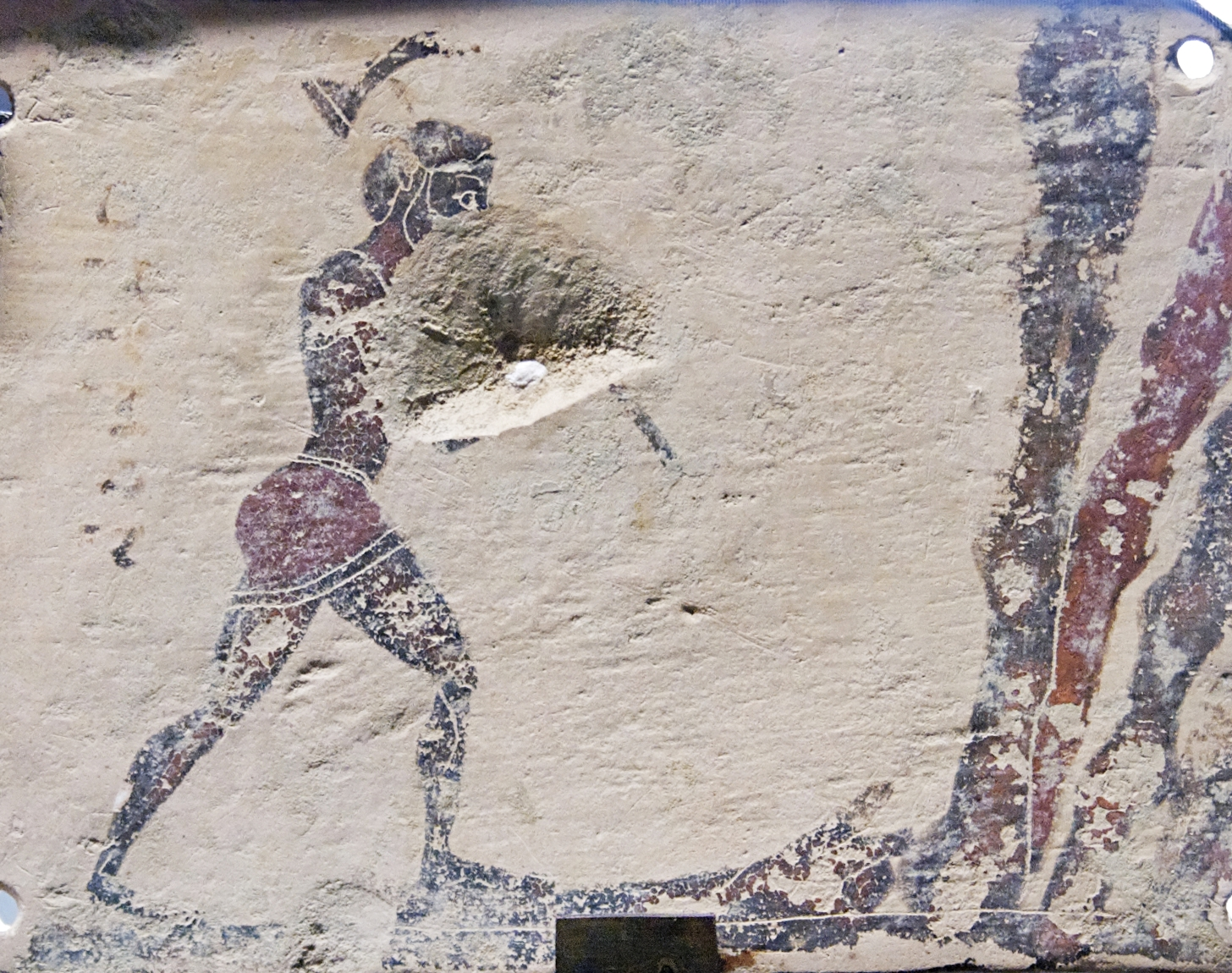
Добыча глины, чернофигурная коринфская пинака

Первые сведения о технологии изготовления древнегреческой керамики дают глиняные пинаки с Коринфа, на которых изображены основные этапы процесса. Когда в VI веке до н. э. наступила эпоха расцвета Древних Афин, расписная и чернолаковая керамика стала совершенной. Афины обладали и залежами вторичных глин, обогащенных железом, имеющих естественный красный цвет. Они очень пластичны, хорошо держат форму и хорошо пригодны для керамического производства. Эти глины и сейчас добываются в пригороде Амарусионе современных Афин. В древние времена глины добывали в ямах-копанках и перевозили в афинский квартал гончаров — Керамик (от названия которого произошло слово керамика).

### Разновидности глины
В различных уголках Греции природные условия, а следовательно, и глина, были неодинаковыми. По цвету, весу и ряду иных признаков можно отличить вазу, изготовленную в одном регионе, от другой. Так, глина из Коринфа и Сикиона отличалась своей лёгкостью, а также светлым желтоватым цветом различных оттенков. Глина из Беотии нередко имела примесь известняка, создававшую белые вкрапления. Глина с острова Родос имела коричневатый или красноватый оттенок, кроме того, в ней часто в качестве вкраплений содержалась слюда. Коричневато-желтоватого и красноватого оттенков глина добывалась и в Клазоменах, а также на Халкидиках. Отличалась своей необычной фактурой глина с острова Тира, так как имела вулканическое происхождение. Аттическая глина была особенно гладкой, вплоть до небольшого блеска. Глина из Боспора отличалась ярко выраженной зернистой фактурой.

### Подготовка глины
Прежде всего осуществляли очистку: в специальную ванну-бассейн с глиной собирали дождевую воду. После отстаивания тяжелые примеси опускались на дно. Верхний слой глины и воды сливали в соседней бассейн. Эту операцию повторяли несколько раз, после чего воду сливали. Сформировав блоки, глину высушивали в течение нескольких месяцев на открытом воздухе, при этом, чтобы помешать усадке, добавляли песок и измельчённый шамот, гранит и т. д.

## Чёрный лак
Теодор Шуман установил, что аттический чёрный лак по составу не отличается от глины и не имеет никаких примесей или красителей. Чёрный цвет обусловлен оксидом железа, который при окислении опала даёт ярко-красный, а при восстановлении — чёрный цвет. Экспериментируя, он определил, что для приготовления чёрного лака необходимо смешать 115 г глины, 0,5 л воды и 2,5 г метафосфата натрия (в древности использовали поташ). В течение 48 часов отстаивания раствор расслаивался: средний слой — слой, пригодный для создания ваз, а верхний слой коллоидной глины использовали для изготовления чёрного лака, предварительно высушивая до появления глубокого коричневого цвета. Лак использовали густого тёмно-коричневого цвета, чтобы получить чёрную блестящую глянцевую поверхность; или разбавленный, чтобы получить палитру жёлто-коричневого цвета. Лак вполне можно было хранить в сухом виде и при необходимости разводить водой.

## Формовка вазы

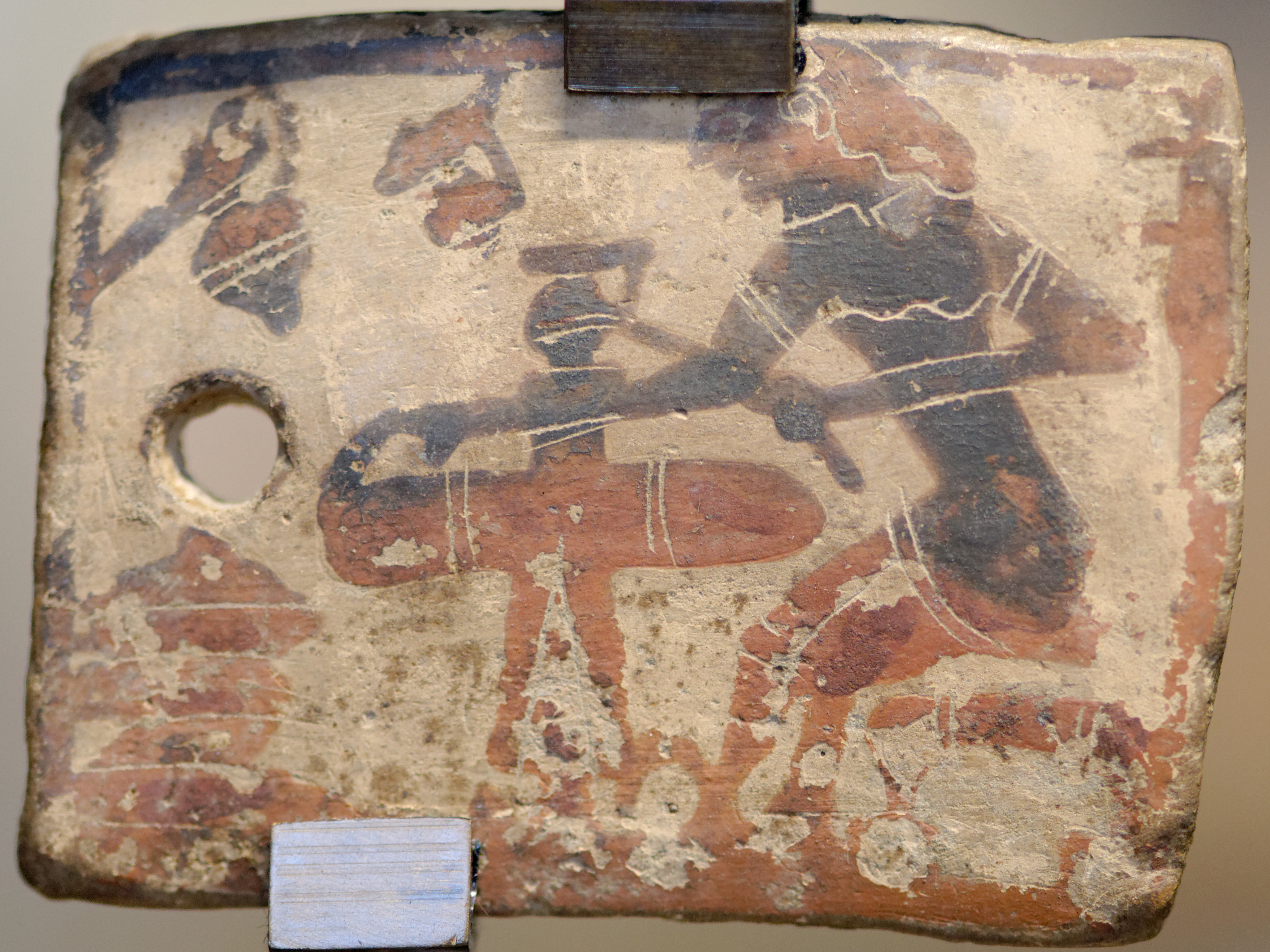
Формовка вазы за гончарным кругом, чёрнофигурная пинака, Лувр

Для формирования корпуса вазы использовали ручной гончарный круг диаметром около 60 см, который обращал специальный наёмный рабочий или раб. Учитывая высокую пластичность аттических глин, вазы изготавливали из одного куска глины, однако кратеры или гидрии особо крупных форм склеивали из нескольких колец жидкой глиной. Для сосудов сложных форм отдельно формировали ножку, ручки, которые соединяли с корпусом последними. После этого вазу оставляли высыхать.

## Декорирование
Бытовую столовую посуду покрывали только чёрным лаком. Расписную же керамику сначала покрывали раствором мелко измельчённой охры, полировали гладким камнем или деревянным бруском и только потом покрывали чёрным лаком. После высыхания поверхность, не покрытая лаком, имела розово-оранжевый цвет, оттенок зависел от содержания в охре оксида железа. Небольшие изделия бытового назначения могли просто окунать в чёрный лак.
Расписывались вазы обычно прямо по глине, которую либо предварительно вообще не обрабатывали, либо же наносили специальную облицовку белого, светло-жёлтого, реже, на аттических вазах, слегка серого оттенка. Сам рисунок долгое время наносился специальной густой субстанцией, которую сегодня традиционно называют чёрным лаком.
Помимо различных видов лака мастера ещё с периода зрелой архаики использовали разнообразные краски. В первую очередь это была белая и пурпурная краски, последняя добывалась из минералов и могла иметь множество оттенков. Краска наносилась уже поверх лака и затем подвергалась обжигу, что позволяло ей весьма прочно держаться на изделии.
Кроме того, для росписи ваз использовалась глазурь различных цветов. Она могла быть как чёрной, так и зеленоватой, голубой, жёлтой или белой.
Из инструментов для росписи чаще всего использовались кисти различной толщины и перья бекаса, а также различные острые предметы для выцарапывания элементов декора. Чтобы наносить второстепенные элементы, мастера могли прибегать к хитрости: например, они наносили орнамент в виде расходящихся кругов на дно сосуда с помощью гончарного круга.
Помимо рисунков, гончарные изделия также декорировали с помощью рельефных решений. Так, мастера с помощью различных штампов наносили на изделия углубления, создававшие орнамент. Кроме того, в специальной форме отливались, подобно барельефам, различные выпуклые части декора, которые потом присоединялись к незастывшей части и обжигались. Позднее рельефные рисунки наносились на сосуды и с помощью мазков полузастывшей глины.

### Чернофигурная вазопись
Первым этапом было нанесение острым инструментом эскиза; циркулем прорисовывали круглые детали, в частности щиты и т. д. Широкой кистью покрывали лаком те поверхности, которые после высыхания должны стать черными. Область росписи ограничивали чаще орнаментальной линией. Затем тонкой кистью чёрным лаком и цветными накладными красками рисовали фигуры, составлявшие композицию вазописи. На завершающем этапе острым металлическим инструментом выполняли такие тонкие детали, как черты лица, драпировка одежды, мускулатура.

### Краснофигурная вазопись
На ранних этапах развития краснофигурной вазописи после полировки вазы мастера также наносили острым инструментом эскизный рисунок. Однако впоследствии, усовершенствовав технику, этот этап чаще пропускался, выполнялся только для сложных, нешаблонных узоров. Контур эскизных линий покрывался густым чёрным лаком, чтобы отделить будущие красные фигуры от чёрного фона сосуды. Джозеф Ноубл считал, что в начале V века до н. э., когда в вазописи стали преобладать живописные приемы, для создания рельефных контуров древнегреческие вазописцы использовали особый инструмент — сирингу. Позже они работали кистью, а для тонких деталей пользовались птичьим пером — ими выполнялась внутренняя роспись фигур. На завершающем этапе пространство между фигурами и ручками вазы (и / или ножками) покрывалось чёрным лаком.

### Полихромия
Для вазописи V—IV веков в Греции и III века до н. э. областей Великой Греции характерно создание разноцветного (полихромного) рисунка. Особенно популярной стала белая краска — ею обозначались лица фигур (преимущественно женских — амазонок), геральдических грифонов, отдельные предметы, такие, как рог изобилия, тени (ленты). Белую краску изготавливали из белой глины с низким содержанием оксида железа (который с ростом концентрации давал все интенсивнее жёлтый оттенок) и наносили поверх глины или лака, затем разбавленным лаком прорисовывали черты лица и т. п. Известен даже анонимный мастер вазописец белых лиц.
Кроме белого, в обиход вошли серые и серо-фиолетовые краски. Их изготовляли путём добавления к белой краске определённого количества разбавленного чёрного лака (до 75 %). Для получения красной краски с чёрным лаком смешивали тонкоизмельчённый железняк. Нередко рисунок украшался позолотой. Для этого использовали тонколистовое золото.

## Обжиг

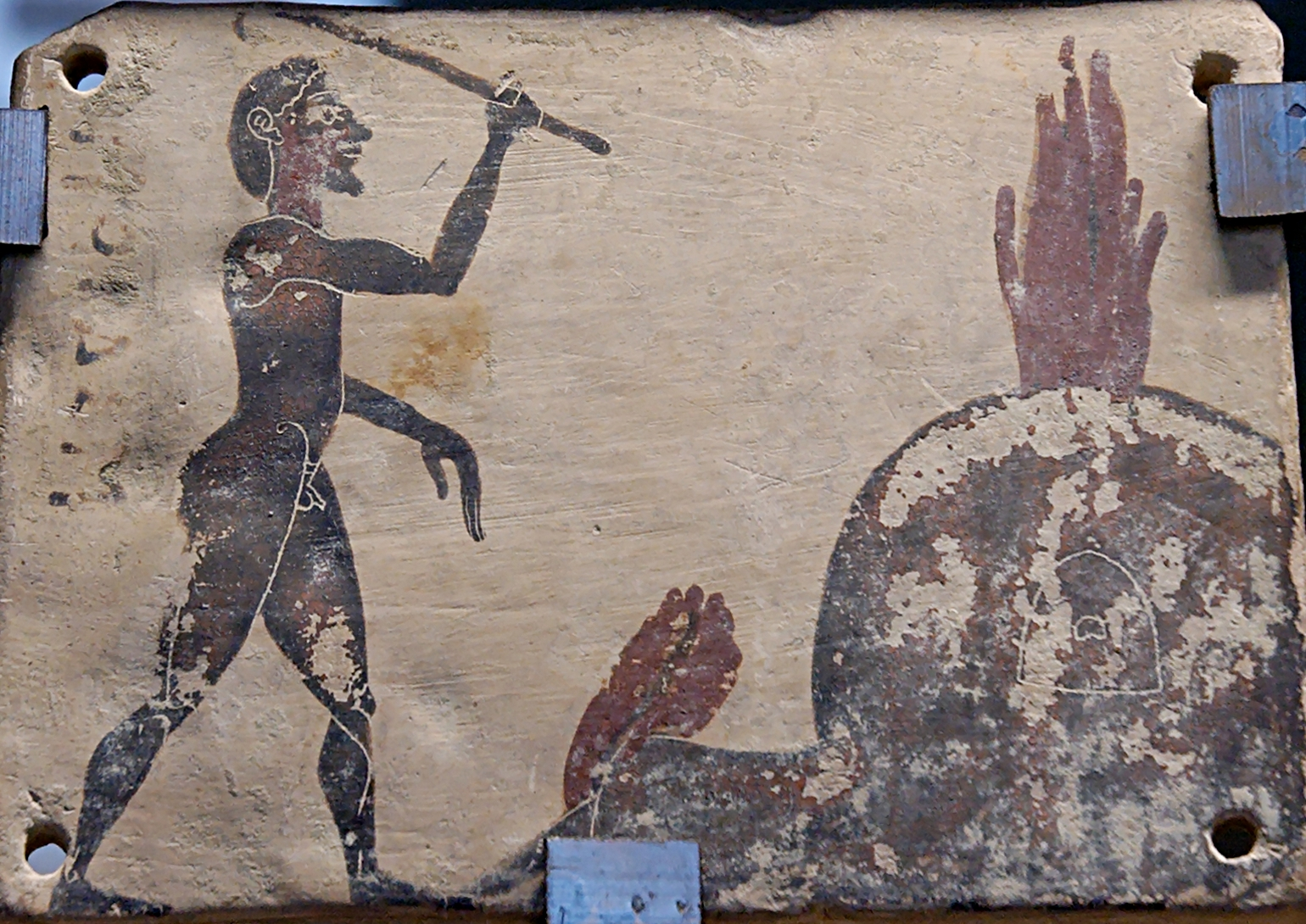
Мастерская гончара, коринфская пинака из Пентескуфии (Πεντεσκούφια)

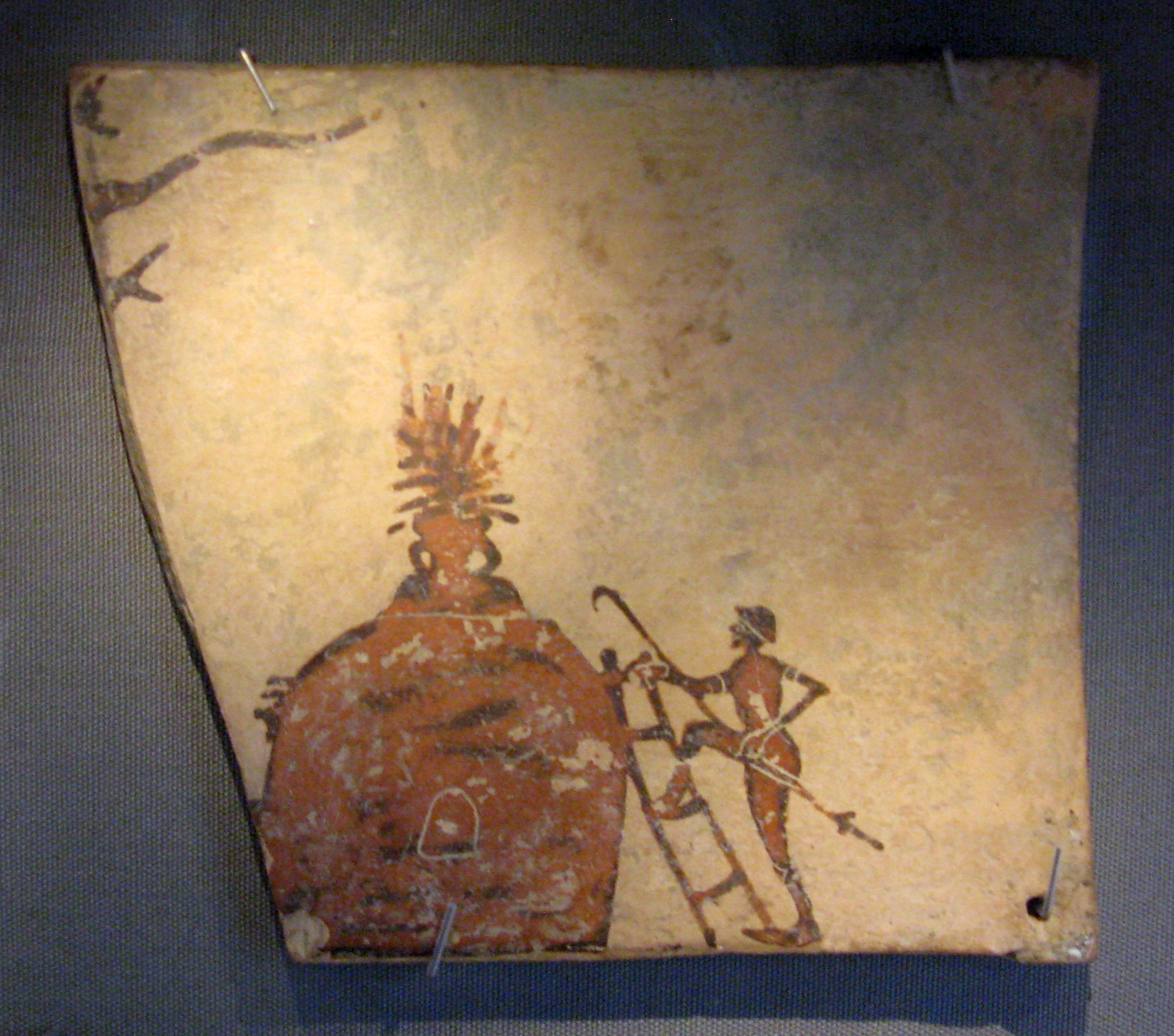
Гончар поднимается до верхнего отверстия печи, чтобы, получив осколок, проверить ход обжига

Гончарные мастерские зачастую выносились за пределы города, чтобы не допустить в нём пожара. Печи для обжига изделий нередко вырубались в скалах. Рядом с печами располагались помещения мастерских, а также бассейны с глиной и колодцы с водой.
Печи обжига керамики в Древней Греции и её колониях в основном имели круглую форму, диаметром до 1 метра. Печи, в которых выжигали пифосы или черепицу, могли достигать 3—4 метров в диаметре. Обычно они имели два уровня. Нижний представлял собой топку: в нём располагалось отверстие, через которое в печь закидывали хворост и дрова. На верхнем уровне находилось пространство, в которое ставили сами изделия для обжига. Топили печи дровами и хворостом. Верхняя часть печи была куполовидною с отверстием, куда выходило пламя. В тот момент, когда обжиг проходил в восстановительный режим, это отверстие закрывали, по современным экспериментальным подсчетам, на 30 минут. Керамика в печи загружалась через большой боковой проём. Поскольку чёрный лак не плавился при обжиге, сосуды ставили друг на друга. Само отверстие замазывали глиной, оставляя небольшой «глазок» для наблюдения за процессом обжига. Вместе с вазами в печь помещали отдельные черепки разбитых необожженных сосудов. Их в определённые моменты вынимали через верхнее отверстие для проверки хода процесса. В частности, в Афинах найдено много таких обломков, извлеченных из печи на разных стадиях обжига керамики.
Во время обжига особенно тщательно следили за температурой. Если она опускалась ниже 800 °C, то глина становилась красного, а не чёрного цвета. Первый окислительный этап проходил из-за открытого верхнего отверстия. Затем в печь подбрасывались зеленые ветки или сырые дрова, ставили в печь сосуд с водой (для восстановительного режима необходима влага) и закрывали верхнее отверстие — так начинался восстановительный этап, температура постепенно поднималась до 900 °C. По такому режиму обжиг длился, по современным подсчетам, около 30 минут. Тогда верхнее отверстие открывали, обеспечивая вновь доступ кислорода, дрова больше не добавляли, а печь постепенно остывала.

### Химические реакции
Химические реакции при обжиге исследованы Теодором Шуманом, Мейвисом Бимсоном, В. Гофманом. Глина сосудов и тонкий слой лака содержат оксид железа(III) Fe2O3 (красный железняк). Восстановительный этап обжига происходит при недостатке кислорода и наличия водяного пара. При горении высокоуглеродистого топлива образуется не только диоксид углерода CO2, но и монооксид углерода CO, который присоединяет к себе часть кислорода из оксида железа:
{\displaystyle \mathrm {Fe_{2}O_{3}+CO\longrightarrow 2FeO+CO_{2}} }.
Образованный монооксид железа FeO имеет чёрный цвет. Наличие водяного пара способствует образованию магнетита, который имеет более интенсивный чёрный цвет, чем монооксид железа:
{\displaystyle \mathrm {Fe_{3}O_{4}\cdot Fe_{2}O_{3}+CO\longrightarrow 2Fe_{3}O_{4}+CO_{2}} }.
В результате и сосуд, и лакированная поверхность становятся глубоко чёрного цвета. При окислительном этапе под воздействием кислорода в пористой глине сосуда FeO и Fe3O4 переходят в красный железа(III) Fe2O3, тогда как в плотных ошлакованиях покрытых лаком поверхностей при остывании печи такого не происходит, и поверхности, покрытые лаком, остаются черными.

## Возможные дефекты
Процесс обжига был очень сложным. Из-за малого скопления воздуха внутри сосуда он мог лопнуть, разрушив и другие вазы в печи. Среди дефектов нередко случались искажения формы, асимметричный корпус, неравные края или ножка — это могло быть следствием смешения разнородных глин. На поверхности сосуда могли проступать красные пятна, или если одна сторона после обжига становилась не чёрной, а бурой, это означало, что температура обжига в подходящий момент не была оптимальной и равномерной в печи. Если это красный цвет без металлического блеска — температура была ниже 800 °C, если же наоборот, цвет чёрный с интенсивным блеском — из-за окислительного этапа температура была слишком высокой. Случалось и так, что из-за избытка поташа лак приобретал не чёрный, а оливковый цвет, поскольку железо частично переходило в двухвалентное состояние Fe(OH)2.
Сосуд разрушается при резком нагреве из-за скопившихся в слое глины газов, которые просто не успевают выйти из неё.